# Petrosavia stellaris
Petrosavia stellaris là một loài thực vật có hoa trong họ Petrosaviaceae. Loài này được Becc. miêu tả khoa học đầu tiên năm 1871.